# Iya-Tal
Das Iya-Tal (jap. 祖谷渓, Iya-kei, 祖谷谷, Iya-dani oder 祖谷渓谷, Iya-keikoku) ist ein 10 km langes Kerbtal im Westen der japanischen Präfektur Tokushima.

## Geografie
Das Tal folgt dem Iya-Fluss (祖谷川, Iya-kawa) der zum Yoshino-Flusssystem gehört. Der Fluss entspringt am Westhang des Bergs Tsurugi (剣山, Tsurugi-san), welcher mit 1954,7 m die zweithöchste Erhebung der Insel Shikoku darstellt.
Das Iya-Tal war früher in zwei Dörfer, Higashiiyayama (東祖谷山村, -son, „Ost-Iya“) und Nishiiyayama (西祖谷山村, -son, „West-Iya“), unterteilt, bis diese Dörfer am 1. März 2006 zusammen mit anderen Dörfern der Umgebung zur Kleinstadt Miyoshi zusammengeführt wurden. Darin bilden sie heute Ortsteile.

## Tourismus
Obgleich der Zugang zur Region sich verbessert hat, bleiben das Iya-Tal und die inneren Teile Shikokus abgelegen und schwer zu betreten, was in der Vergangenheit dazu führte, dass das Tal ein bevorzugter Zufluchtsort für Flüchtlinge und besiegte Krieger wurde. So wird erzählt, dass die Mitglieder des Taira-Clans im späten 12. Jahrhundert nach ihrer Niederlage gegen den Minamoto-Clan im Gempei-Krieg im Iya-Tal Zuflucht suchten. In der Gegenwart erfreut sich das Iya-Tal einer zunehmenden Beliebtheit als touristisches Ziel. Während der westliche Teil des Tals über eine gute Straßenanbindung und mehrere Touristenhotels verfügt, ist der östliche Teil des Tals, Oku-Iya (奥祖谷, „Inner-Iya“), weiterhin recht abgelegen, was allerdings auch zum Erhalt und Schutz der dortigen Natur beiträgt. Mehrere Lianenbrücken, einst die einzige Methode um Flüsse zu überqueren, überspannen weiterhin das Tal und sind mittlerweile eine beliebte Touristenattraktion.
So überspannt die Kazura-Brücke (かずら橋, Kazura-bashi; 33° 52′ 31″ N, 133° 50′ 7″ O) das Tal mit einer Länge von 45 m, auf einer Höhe von 14 m und mit einer Breite von 2 m. Diese wurde als Wichtiges Kulturgut Japans ausgezeichnet.

## Bilder

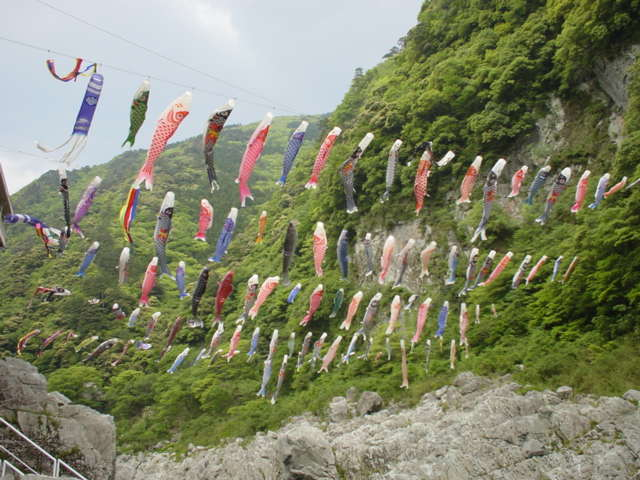
Koi-Banner wehen über Oboke Koboke
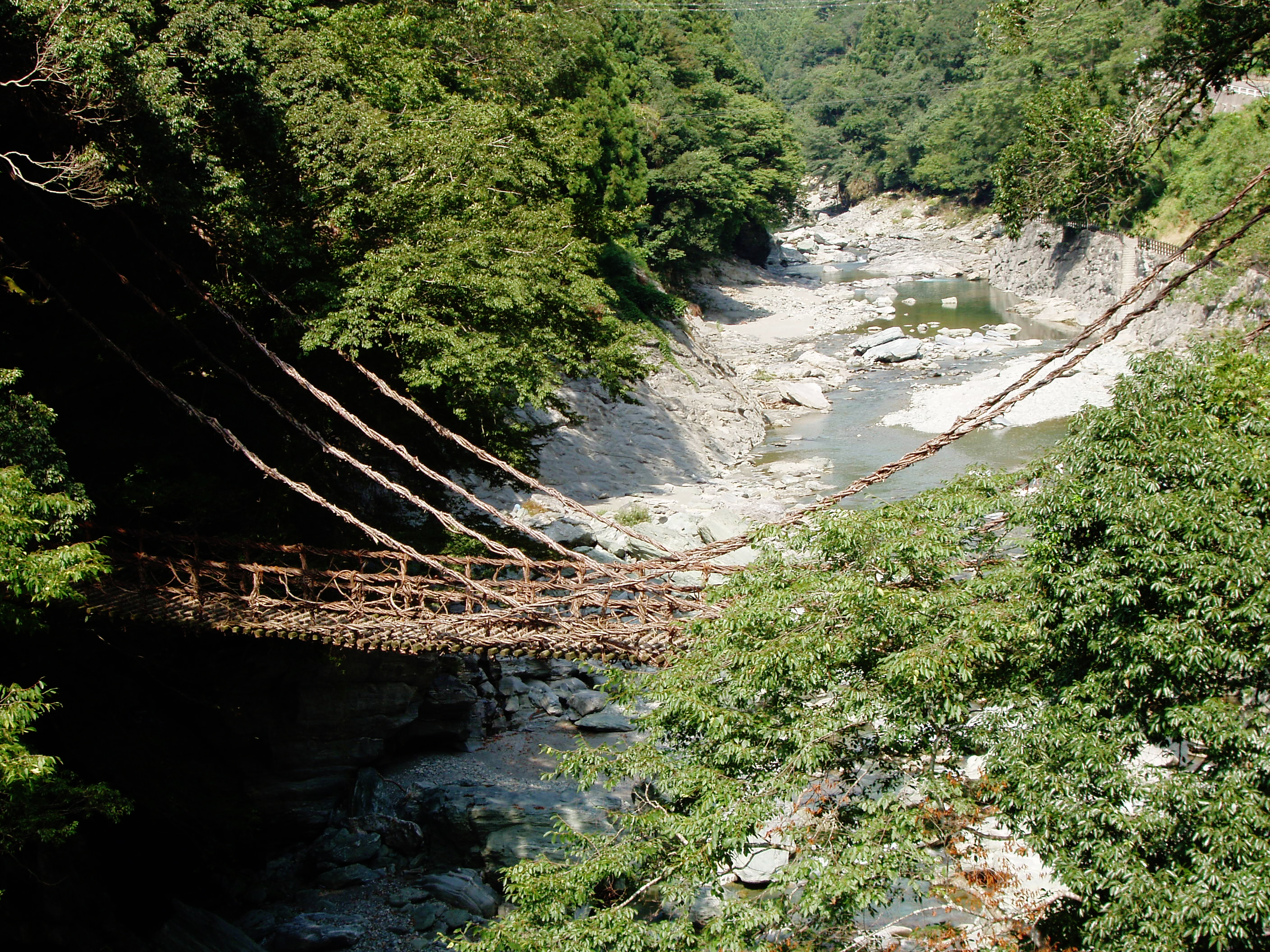
Kazura-Brücke im Iya-Tal
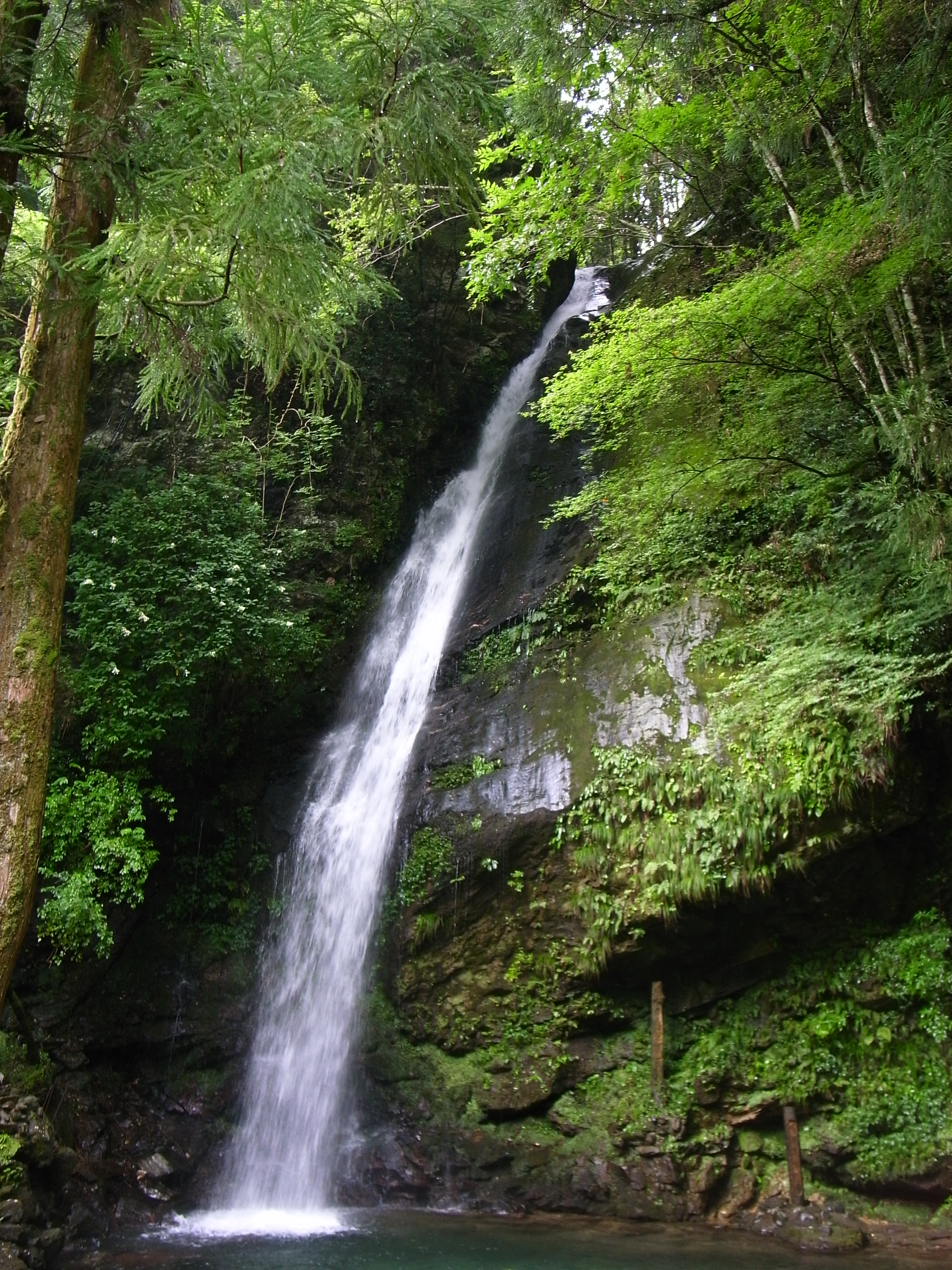
Wasserfall im Iya-Tal